# 戀姬†無雙系列角色列表
戀姬†無雙系列角色列表是Baseson發售的成人遊戲《戀姬†無雙 ～心跳☆滿是少女的三國演義～》、，以及關聯作品的登場人物相關記載。
聲：PC版遊戲版配音員/電視動畫版配音員

## 戀姬†無雙(PC)起登場人物

### 十字軍（義勇軍）/劉備軍（蜀軍）
在前作《恋姫†無双 ～乙女繚乱☆三国志演義～》中，旗幟為「十」字，名為「十字軍/義勇軍」。
在新作《真・恋姫†無双 ～乙女繚乱☆三国志演義～》中，其名改為「劉備軍」。
北鄉一刀（Hongō Kazuto）/廣播聲優：水島大宙
遊戲版的主角，在恋姫†無双遊戲裡当劉備的替角。 由現實世界意外進入「恋姫†無双世界」，頭腦思維比一般人強，帶領著十字軍(義勇軍)。真正身份是「聖弗朗切斯卡學園」（St.Francesca Academy）的學生，屬於劍道部。
真·恋姫†無双遊戲則是以「天之使者」的身分出現，同前作一樣為現代人，但沒有任何背景身份。
在電視動畫版主角為愛紗（關羽）、鈴鈴（張飛）和桃香（劉備），本人並沒有登場。
- 恋姫†無双 ～乙女繚乱☆三国志演義～人物角色：

關羽（Kan'u）
字：雲長（Unchō） / 真名：愛紗（Aisha）
聲：本山美奈 / 黑河奈美
動畫版的主要角色之一。
性格：講義氣又相當認真，有時候甚至有點頑固，非常的重視夥伴，認為有困難的時候就要互相幫助。與實際年齡不符的相當可靠成熟，也很會照顧人，容易被當成有孩子的母親。因為性格過於成熟容易被當成不符實際年齡的長輩，但本人對年齡相當在意。意外的相當純情，而且非常害怕妖魔鬼怪，害怕到會丟下武器昏倒，像這樣相當女孩子的一面。一頭烏黑漂亮的黑色長髮是最大特徵，但烏黑亮麗的不只是頭髮？
桃園三姐妹中最成熟的，經常制止並照顧孩子氣熱血的張飛，或適時的在猶豫沒自信的劉備背後推一把。
第一季至第三季動畫的主角，胸懷大志，希望能夠為天下太平盡一份心力，因此踏上了武者修行之旅，在旅行的過程得到「黑髮的山賊討伐者」的稱號，不過由於傳言「黑髮的山賊討伐者」是一位美麗的黑髮女子，過於誇大的謠言造成經常有人不知道關羽就是「黑髮的山賊討伐者」。
在旅途中結交不少好友，包括趙雲·諸葛亮·馬超·黃忠以及張飛跟劉備，劉備與張飛都是因為喜歡上關羽並想跟隨她，才成為關羽的姐妹「雖然可以說是半強迫的」，但隨著漸漸相處，關羽完全將兩人當成姐妹重視關心，也為她們感到驕傲。
張飛（Chōhi）
字：翼德（Ekitoku） / 真名：鈴鈴（Rinrin）
聲：芹園宮 / 西澤廣香
動畫版的主要角色之一。
性格：淘氣活潑單純，完完全全的元氣少女。像孩子般耍任性但也有以自己的方式表現溫柔那可愛的部份，容易得意忘形也容易被騙，尤其是被趙雲騙，另外跟關羽同樣也害怕妖魔鬼怪到會丟下武器昏倒的程度。與堅強勇敢的外向性格相反，意外的很愛撒嬌，尤其是針對關羽。不管在性格上還是行為上還是個孩子。與小小的身體完全不符合的大食量跟怪力。頭上會隨表情變化的老虎頭飾被懷疑是不是張飛的本體？
第一季動畫起登場，桃園三姐妹中最單純年幼，喜歡憑直覺行動，容易惹出麻煩的孩子。沒有家人，原本因為寂寞而跟村裡的孩子好玩組成的山賊團，到處惡作劇。後來被關羽制止，被關羽的溫柔吸引，主動希望關羽作她的姐姐，當關羽成為她的家人高興的不得了。對關羽有著孩子氣的獨占慾，因此會吃諸葛亮的醋，以及拒絕讓劉備做關羽的妹妹。
雖然最在乎的是關羽，不過漸漸的也與諸葛亮成為好朋友，把劉備當作姐姐看待，另外與馬超是互相競爭的好友。單純外向的性格，相當容易跟人相處，無法一動不動的呆者，完全不能冷靜的熱血少女。
諸葛亮（shokatsuryō）
字：孔明（Kōmei） / 真名：朱里（Shuri）
聲：楠鈴音 / /《戀姫†夢想-革命-》(葉月風子）
性格：與張飛相反的很懂事的好孩子性格，聰明溫柔，雖是內向的性格但具有刀劍近在眼前也不會動搖的膽識。非常喜歡被人摸頭，幾乎不會抱怨，最初有將自己的想法藏在內心畏畏縮縮不往前的性格，經常勉強自己的情況，但跟著大家相處後漸漸開始改變。戰鬥中經常提出許多出色的計謀。『哈哇哇』是她的口頭禪。非常的喜歡書，經常在讀書，其中也包括不少色色的書？現在本人似乎是處於思春期的狀態..........
第一季動畫起登場，為了增廣見聞而跟著關羽旅行，跟關羽的友好程度會讓張飛大大的吃醋，但其實很想跟與自己年紀相當的張飛成為好朋友。跟張飛比起來相當早熟，但畢竟還是個孩子，也會出現單純的被別人帶著走的失去判斷的情況。知識豐富，包含戰略到藥草甚至有實際年紀不該知道的知識？現在是義勇軍的軍師，她的不少策略都成為成功的重要因素之一。最近對於多了龐統這個師妹感到相當的開心。
趙雲（Chōun） / 華蝶假面（Kachō Kamen）
字：子龍（Shiryū） / 真名：星（Sei）
聲：野神奈奈 / 本井英美
性格：武藝高強重義氣，見識廣闊，危機時很可靠的夥伴。非常有個性的人，有著與常人不同的獨特感。難以形容又神出鬼沒，喜歡損人開人玩笑，還有小小愚弄欺騙別人（受害者主要為張飛）。對於筍乾有相當強大的執著與愛好，會為此發相當大的火，忽然消失或忽然出現是家常便飯。喜歡拿黃色笑話愚弄關羽或諸葛亮，當然也經常遭受認真性格的關羽制裁。很多情況下被認為是最恐怖的存在。認為「華蝶假面」是很帥氣的。
第一季動畫起登場，因覺得關羽非常有趣而跟著關羽旅行，有時候會突然失蹤，然後以「華蝶假面」的正義使者身分登場，本人認為很帥氣而且絕對不會被發現真實身分，實際上大部分的人都認為很詭異，甚至有人稱呼為「變態假面」，而且一般人一看就認出「華蝶假面」的身分。只有純天然的劉備完全沒發現還認為很帥氣瀟灑，所以她相當中意劉備。提議陪劉備一起旅行找回寶劍。
馬超（Bachō）
字：孟起（Mōki） / 真名：翠（Sui）
聲：櫻川未央 / 小林真紀
马家三姐妹的长女，马休、马铁的姐姐，马岱的堂姐。
性格：非常好勝，跟張飛一樣食量相當大，而且同樣熱血單純，所以兩人經常大小事都會互相競爭。完完全全像男孩子一樣的性格，但真面目是純真怕羞的少女。會為了小事而感到害羞不好意思，曾經為了自然的叫出張飛的真名，而一個人每天晚上偷偷做叫名字的特訓，像這樣可愛的行為。
第一季動畫起登場，與張飛的相遇可說是不打不相識的戰友，與張飛之間的關係算是很特別。與曹操之間的因緣也在關羽的幫助下解決。之後成為關羽的夥伴，每日都會做嚴苛的武術特訓。現在已長輩的身分教導培育後輩馬岱，漸漸開始有了長輩的架勢。
黃忠（Kōchū）
字：漢升（Kanshō） / 真名：紫苑（Shion）
聲：飯田空 / 雨宮侑布
性格：溫柔的母親，成熟穩重的長輩，有時也會正經的說著色色的事，能夠自由應對趙雲的黃色笑話。最重視的就是自己唯一的女兒璃璃。年齡對她來說是禁語。如果牽扯到女兒或年齡就會變的非常的恐怖。有著高超精準的弓術技巧。
第一季動畫起登場，曾經因為女兒被偽劉備作為人質，必須聽從命令以自己的高超的弓術技巧暗殺別人。幸好關羽等人的幫助，在沒有暗殺別人的情況下救出了女兒。之後就成為關羽的夥伴。因為女兒的原因，非常討厭偽劉備，對偽劉備的憤怒讓真正的劉備跟夥伴都嚇的臉色發白。
璃璃（Riri）
聲： / 
黃忠的女兒（黃敘）。
性格：純真的可愛小女孩，最喜歡母親。
第一季動畫起登場，經常很努力的幫忙母親黃忠。純真的她，有時說會出令眾人感到尷尬的事情。
- 《真·恋姫†無双 ～乙女繚乱☆三国志演義～》新人物角色：

劉備（Ryūbi）
字：玄德（Gentoku）/真名：桃香（Tōka）
聲：安玖深音 / 後藤麻衣
動畫版的主要角色之一，新作中帶領著蜀軍。
性格：純天然又迷糊，有寬廣和善的一顆心，對於跟自己無關的外人也會非常的關心，但與溫柔的心相反同時也有著遇到任何困難都能堅毅不斷往前的心。意外的很講義氣又負責任也很頑固，有時候天真單純的就像個孩子。擁有屬於自己獨特的霸氣領導特質，不過本人毫無自覺。雖然是後期才成為義勇軍的一員，但不知不覺就成了大家的領導著。跟關羽、張飛一樣害怕妖魔鬼怪，卻是三姐妹中不會被嚇到昏倒的人。有吸引他人喜愛的特質，尤其容易受到小孩子歡迎。善解人意又堅強堅毅的心，經常影響帶領週遭的人。相當在意自己變胖的問題。
在第一季動畫11~12裡出現的劉備(男的)是假冒的，真正的劉備在動畫第二季與第三季中作為主角登場。
桃園三姐妹中的最後一人，為了找回被可疑男子搶走的傳家寶劍而踏上旅途，就這樣與關羽等人相遇。
第二季動畫1~2話中為了取回傳家寶劍而去桃花村，原因是賣完草蓆回程途中，一名男性也就是第一季動畫的偽劉備問她有關寶劍的事；之後劉備走山崖時被偽劉備趕上要求再次看寶劍，但不僅把劉備推下山崖、還拿寶劍自稱自己是劉備。不過幸好劉備本人被樹枝勾住保住性命，卻因此被母親狠狠地丟向河邊、好幾次差點溺死。在尋找傳家寶劍的旅行中漸漸萌生希望天下太平的大志，所以成為關羽等人的同伴，尊敬關羽而打算跟隨她並做她的妹妹，但由於張飛不允許有自己以外的人成為關羽的妹妹，最後在張飛提議下，劉備就成為關羽的姐姐。
第二季中為了拯救村子而犧牲自己重要的傳家寶劍，第三季則獲得上述村子所贈與傳說是湖中的龍神大人留下來的龍爪寶劍。
馬岱（Batai）
字：不明/真名：蒲公英（Tampopo）
聲：青葉林檎 / 同左
性格：活潑有點愛惡作劇的個性，活潑的性格跟張飛很像，但喜歡用些鬼點子耍計策惡作劇。雖然是跟著馬超做武術修行，但好像很喜歡作弄馬超。
馬超的堂妹。為了武術修行而跟著馬超到桃花村，不過比起修行更喜歡惡作劇，令馬超感到為難。第三季偷偷跟著劉備他們去旅行時遇上了魏延跟嚴顏，與魏延因為一串丸子為開始而成了死對頭，但原因與其說是執著於丸子倒不如說這兩人相處的感覺就是這樣，經常在鬥嘴，但也在旅行中成為互稱真名的好友。
動畫版，由第二季「真戀姫無雙」開始登場。
龐統（Hōtō）
字：士元（Shigen）/真名：雛里（Hinari）
聲：九條信乃/後藤邑子
性格：害羞又怕生，非常乖巧老實，經常會用帽子將臉遮住。有點笨手笨腳的。『啊哇哇』是她的口頭禪。受諸葛亮影響也對色色的書有興趣？目前也是處於思春期的狀態.....
跟諸葛亮同樣的遭遇，是諸葛亮的師妹。原本因為吃醋而跟諸葛亮疏遠，不過在諸葛亮的友善下敞開心胸，彼此成為直呼真名的好朋友，非常的要好。
動畫版，由第二季「真戀姫無雙」開始登場。
嚴顏（Gengan）
字：不明/真名：桔梗（Kikyō）
聲：白井綾乃 / 荒井靜香
性格：喜歡喝酒、賽馬還有吃東西。有著大叔興趣的成熟大姐。爽朗不做作，但也有嚴厲跟溫柔如同母親的一面。意外的跟張飛很合。
治理巴郡的太守，爽朗坦率的人品很受街上的居民歡迎，從年幼開始教導魏延武術的老師。認為魏延已經成熟能自立而主動斷絕師徒關係並將她推上旅程，但還是將魏延視為如同自己的孩子。有著比劉備跟黃忠還要凌駕的大胸。
動畫版，由第三季「真·恋姫†無双 ～乙女大乱」開始登場。
魏延（Gien）
字：文長（Bunchō）/真名：燄耶（En'ya）
聲：加賀光 / 平田宏美
性格：熱衷投入於武術的好戰者，非常擅長武術的強者。不擅長跟別人交流。看似認真帥氣但意外的也有害羞單純的一面。
從小向嚴顏學習武術，雖然經常好戰而到處找人打架，但對師傅嚴顏相當沒輒，被嚴顏看穿在意並想守護劉備的心而被推上旅程。在逃避嚴顏的處罰時不小心弄掉馬岱的丸子，自此互相成為死對頭，經常在鬥嘴，但成為直呼真名的好友。與原本有個姐姐但年幼時就去世，為了忘記悲傷而全心投入武術，因此對於跟自己姐姐相似的女性會產生過多的愛（越相似的愛的程度越高）。對已去世的姐姐相似度高劉備一見鍾情，從努力守護到對其撒擾的行為都有，曾因為馬岱的話而當眾人的面認真說出要一口氣推倒劉備。原因在劉備與自己的姐姐過於相似，可能對與劉備相似的張角也會做類似的行為。
動畫版，由第三季《真·恋姫†無双 ～乙女大乱～》開始登場。
- 《恋姫†英雄谭》新人物的角色：

糜竺
字：子仲/真名：雷雷
聲：
糜芳的姐姐。
糜芳
字：子方/真名：电电
聲：
糜竺的妹妹。
孙乾
字：公祐/真名：美花
聲：
借由协助刘备捕捉盗贼的契机成为了她身边的女仆兼从事。支撑着刘备和北乡一刀的人生，同时家务全能的类型。
马休
字：不明/真名：鶸
聲：
马家三姐妹的次女。
马铁
字：不明/真名：苍
聲：
马家三姐妹的三女，妄想癖。

### 曹操軍（魏軍）
在新作《真·恋姫†無双 ～乙女繚乱☆三国志演義～》，軍團依舊名稱不變。
曹操（Sōsō）
字：孟德（Mōtoku） / 真名：華琳（Karin）
聲：乃嶋架奈 / 
在新作中，換上了全新服飾。武器是鐮刀，有著非一般的冷靜和霸者氣息，是魏國的年輕君主。才藝超群，樣樣皆能，深得部下的敬愛。對男性沒有興趣，是明確的同性戀者。特別喜歡關羽。
動畫版，由第一季「戀姫無雙」開始登場。
夏侯惇（Kakōton）
字：元讓（Genjō） / 真名：春蘭（Shunran）
聲：深井晴花 / 淺井晴美
性格衝動的行動派，是夏侯淵的姐姐，非常喜歡曹操。
動畫版，由第一季「戀姫無雙」開始登場。
夏侯淵（Kakōen）
字：妙才（Myōsai） / 真名：秋蘭（Shūran）
聲：如月葵 / 吉田愛理
夏侯惇的妹妹，相比起衝動的姐姐，夏侯淵顯得冷靜，頭腦清晰，對曹操與姐姐分別有著深厚的情愫。擅長弓術與突擊戰。
動畫版，由第一季「戀姫無雙」開始登場。
荀彧（Jun'iku）
字：文若（Bunjaku） / 真名：桂花（Keifa）
聲： / 壱智村小真
曹操的軍師，智謀出色，是可以匹敵諸葛亮的王佐之才。是一名被虐狂，異常迷戀曹操，並希望曹操把自己當作寵物。
動畫版，由第一季「戀姫無雙」開始登場。
許褚（Kyocho）
字：仲康（Chūkō） / 真名：季衣（Kī）
聲： / 
個子雖小，但力量極大，能操弄巨型鐵球的侍衛。食量甚大，與張飛不遑多讓。喜歡跟著夏侯惇。
動畫版，由第一季「戀姫無雙」開始登場。
- 《真·恋姫†無双 ～乙女繚乱☆三国志演義～》新人物的角色：

程昱（Teiiku）
字：仲德（Chūtoku）/真名：風（Fū）
聲：/   氷青
曹操軍軍師，個性冷漠，木無表情，其實智計百出。性格有點腹黑。手上總拿著棒棒糖。
動畫版，由第二季「真戀姫無雙」開始登場。
樂進（Gakushin）
字：文謙（Bunken）/真名：凪（Nagi）
聲：五行薺 / 小野涼子
曹操軍武將，個性沉默寡言，是相當有實力的武鬥派人物。擅長格鬥技，經常與李典、于禁一同行動。
動畫版，由第二季「真戀姫無雙」開始登場。
郭嘉（Kakuka）
字：奉孝（Hōkō）/真名：稟（Rin）
聲：山崎波子 /   今井麻美
曹操軍軍師，個性認真，但是個喜歡妄想並會因幻想得太過激烈而流出大量鼻血。
動畫版，由第二季「真戀姫無雙」開始登場。
于禁（Ukin）
字：文則（Bunsoku）/真名：沙和（Sawa）
聲：/ 
曹操軍武將，表面上笑容可親，實際上是軍中最重視紀律的將領。武器為雙持的長劍。
動畫版，由第二季「真戀姫無雙」開始登場。
李典（Riten）
字：曼成（Mansei）/真名：真櫻（Maō）
聲：水鏡（真・戀姬†無雙(PC)）→（萌將傳）/ 中川里江
曹操軍武將，武器是一柄螺旋槍，擅長開發各類兵器。嚴顏的武器「豪天炮」也是出自於李典之手。
動畫版，由第二季「真戀姫無雙」開始登場。
典韋（Ten'i）
字：不明/真名：流琉（Ruru）
聲：/
與許褚不相上下的女孩，個子小而力量強大，擅長烹調。喜歡跟著夏侯淵。
動畫版，由第二季「真戀姫無雙」開始登場。
- 《恋姫†英雄谭》新人物的角色：

曹仁
字：子孝/真名：华仑
聲：
曹操的从妹。
曹洪
字：子廉/真名：荣华
聲：
曹操的从妹，魏之金库，比曹操更加毒舌。
曹纯
字：子和/真名：柳琳
聲：
曹仁的亲妹，曹操的从妹。在曹家姐妹中是相对像大人的女孩子。
徐晃
字：公明/真名：香风
聲：
默默执行任务的类型，一旦离开任务则会变成天然系。
陈珪
字：汉瑜/真名：燈
聲：
有着比实际年龄更年轻外表的御姊，有一女陈登，腹黑。
陈登
字：元龙/真名：喜雨
聲：
眼镜妹，陈珪之女。与计算各势力的实力游走于政界的母亲不同，喜欢在固定的场所研究土地开垦。

### 孫權軍/孫策軍（吳軍）
在新作《真·戀姫†無雙 ～乙女繚亂☆三國志演義～》中，其名改為「孫策軍」。
孫權（Sonken）
字：仲謀（Chūbō） / 真名：蓮華（Renfa）
聲：風音 / 櫻井浩美
「孫權軍」的帶領者。
動畫版，由第一季「戀姫無雙」開始登場。
周瑜（Shūyu）
字：公瑾（Kōkin） / 真名：冥琳（Meirin）
聲： / 瑞澤溪
動畫版，由第一季「戀姫無雙」開始登場。
甘寧（Kannei）
字：興霸（Kōha） / 真名：思春（Shishun）
聲：一色光 / 田中涼子
動畫版，由第一季「戀姫無雙」開始登場。
陸遜（Rikuson）
字：伯言（Hakugen） / 真名：穩（Non）
聲： / 柳瀨夏美
動畫版，由第一季《戀姫†無雙》開始登場。
孫尚香（Sonshōkō）
字： 不明 / 真名：小蓮（Shaoren）
聲：北都南 / 
動畫版，由第一季《戀姫†無雙》開始登場。
大喬（Daikyō）
聲： / 
遊戲「真·戀姫†無雙 ～乙女繚亂☆三國志演義～」沒有登場。
動畫版，由第一季《恋姫†無双》開始登場。
小喬（Shōkyō）
聲： / 
遊戲《真·戀姫†無雙 ～乙女繚亂☆三國志演義～」沒有登場
動畫版，由第一季《恋姫†無双》開始登場。
- 《真·恋姫†無双 ～乙女繚乱☆三国志演義～》新人物角色：

孫策（Sonsaku）
字：伯符（Hakufu） / 真名：雪蓮（Sheren）
聲：風音（恋姫†無双(PC)）（PS2版櫻井浩美）→（真・恋姫†無双(PC)）  / 米島希
在新作中帶領著吳軍。《戀姫†無雙》僅於回憶中登場。
動畫版，由第一季《戀姫†無雙》開始登場。
周泰（Shūtai）
字：幼平（Yōhei） / 真名：明命（Mimmei）
聲：桃井莓 / 大久保藍子
真·戀姫†無雙 ～乙女繚亂☆三國志演義～新人物之一
動畫版，由第三季《真·恋姫†無双 ～乙女大乱》開始登場。
黃蓋（Kōgai）
字：公覆（Kōfuku） / 真名：祭（Sai）
聲：紫苑雅 / MARIO
吳軍中年齡較大的一位，與孫策之母「孫堅」是老朋友。
真·戀姫†無雙 ～乙女繚亂☆三國志演義～新人物之一
動畫版，由第三季「真·恋姫†無双 ～乙女大乱 」開始登場。
呂蒙（Ryomō）
字：子明 / 真名：亞莎（Āshe）
聲： / 水橋香織
真·戀姫†無雙 ～乙女繚亂☆三國志演義～新人物之一
動畫版，由第三季《真·恋姫†無双 ～乙女大乱》開始登場。
- 《恋姫†英雄谭》新人物的角色：

鲁肃
字：子敬/真名：包
聲：
天生毒舌，并因此多有失言而困扰。虽然本人并没有恶意，但说的话总是能刺痛对方。吴之军师，感度超群的女孩子。
程普
字：德谋/真名：粋怜
聲：小鳥居夕花
与黄盖并称双璧的吴之宿将。熟女系。
张昭
字：子布/真名：雷火
聲：
与动画原创的男性形象完全不同。
吴的文官代表，擅长政略与战略，是吴之中心。品行方正，有着很强的委员长气质。虽然年纪比周瑜还大，但是却是一副幼女身躯。
孙坚
字：文台/真名：炎莲
聲：
孙策、孙权、孙尚香的母亲。豪快无比的好战性格。对于战斗、宝物、人才和酒有着极强的贪欲，为了将这些全部收入囊中而不选择手段，是豪杰中的豪杰。虽然说话的口气非常乱暴，但却凭着极大的器量将各种猛将、智者集于麾下。喜欢享乐，同时不允许怠慢、富有好奇心的女性，孙策、孙权、孙尚香则分别继承了她这三个性格。就算对于北乡一刀也非常的严格，是本作中最可称之为英杰的帅气女性。
太史慈
字：子义/真名：梨晏
聲：榊原由依
孙策、周瑜的好友。因见识到孙策自由奔放的英雄气质而非常喜欢她，视其为一生所爱。

### 董卓軍
在新作「真·恋姫†無双 ～乙女繚乱☆三国志演義～」，軍團依舊名稱不變。
董卓（Tōtaku）
字：仲穎（Chūei） / 真名：月（Yue）
聲： / 猪口有佳
被稱為「無惡不作的暴君」，但實際上卻是一名柔弱的少女。
動畫版，由第一季《戀姫†無雙》開始登場。
賈詡（Kaku）
字：文和（Bunwa） / 真名：詠（Ei）
聲：青山由香里 / 友永朱音
董卓軍的首席軍師，是月的青梅竹馬好友，願意為月付上性命。
動畫版，由第一季《戀姫†無雙》開始登場。
呂布（Ryofu）
字：奉先（Hōsen） / 真名：戀（Ren）
聲： / 萩原惠美子
武勇無雙的勇者，沉默寡言，喜歡小動物。
動畫版，由第一季《戀姫†無雙》開始登場。
張遼（Chōryō）
字：文遠（Bun'en） / 真名：霞（Shia）
聲：/
呂布軍旗下首席武將，本來是一名流浪四方的武者，操關西腔。武術超群，喜歡喝酒，使一柄「飛龍偃月刀」，個性豪邁，追求堂堂正正的交戰。興奮時會變成貓娘。喜歡愛紗。投降曹操軍後與凪（樂進）特別投契。被稱為「可以令泣子止啼的張遼」。
動畫版，由第一季《戀姫†無雙》開始登場。
華雄（Kayū）
字：不明 / 真名：不明
聲：芹園宮/西澤廣香
動畫版，由第一季《戀姫†無雙》開始登場。
- 《真·恋姫†無双 ～乙女繚乱☆三国志演義～》新人物角色：

陳宮
字：公台/真名：音音音
聲：/
呂布軍軍師，個性胡鬧的小女孩。
真·恋姫†無双 ～乙女繚乱☆三国志演義～新人物之一
動畫版，由第二季《真·戀姫†無雙》開始登場。

### 袁紹軍+袁術軍
在新作《真·恋姫†無双 ～乙女繚乱☆三国志演義～》中，新增袁術軍。
袁紹（Enshō）
字：本初（Honsho） / 真名：麗羽（Reiha）
聲： / 加藤雅美
動畫版，由第一季《戀姫†無雙》開始登場。
文醜（Bunshū）
字：不明 / 真名：猪猪子（Iishe）
聲：紫華菫 / 
動畫版，由第一季《戀姫†無雙》開始登場。
顏良（Ganryō）
字：不明 / 真名：斗詩（Toshi）
聲：青井美海 / 羽月理惠
動畫版，由第一季《戀姫†無雙》開始登場。
袁術（Enjutsu）
字：公路／真名：美羽（Miu）
聲：巻田彩乃 / 中村繪里子
袁紹的妹妹，新作帶領著袁術軍。
真·戀姫†無雙 ～乙女繚亂☆三國志演義～新人物之一
動畫版，由第二季《真·戀姫†無雙》開始登場。
張勳（Chōkun）
字：不明／ 真名：七乃（Nanano）
聲：七野社 /高橋智秋
真·戀姫†無雙 ～乙女繚亂☆三國志演義～新人物之一
動畫版，由第二季《真·戀姫†無雙》開始登場。
- 《恋姫†英雄谭》新人物的角色：

田丰
字：元皓/真名：真直
聲：
袁绍军的军师之首。为防止袁绍、文丑的暴走而日夜思考着为了袁家夺取天下的计策。与颜良同为袁家最后的良心。

### 南蠻軍
在《真·恋姫†無双 ～乙女繚乱☆三国志演義～》中新增的軍團，由孟獲帶領的外族軍團，以貓科的虎裝裝扮。
- 真·恋姫†無双 ～乙女繚乱☆三国志演義～新人物角色：

孟獲（Moukaku）
字：？/真名：美以
聲：金松由花
外族勢力「南蠻軍」的帶領者。
真·恋姫†無双 ～乙女繚乱☆三国志演義～新人物之一。
動畫版，由第三季《真·恋姫†無双 ～乙女大乱 第八席》開始登場。
頭上經常放著一隻粉紅色的奇怪生物(南蠻象)パヤパヤ(PayaPaya)
托拉、米可、莎姆（Tora, Mike, Shamu）
字：無/真名：？
聲：(托拉)、(米可)、金田真午(莎姆)
孟獲的部下。通常以三人並成一人的設定，經常跟孟獲到處走。
真·恋姫†無双 ～乙女繚乱☆三国志演義～新人物之一。
動畫版，由第三季《真·恋姫†無双 ～乙女大乱 第八席》開始登場。

### 黃巾黨
在《真·恋姫†無双 ～乙女繚乱☆三国志演義～》中新增的軍團，張角、張寶、張梁三姐妹組成的新軍團。
- 真·恋姫†無双 ～乙女繚乱☆三国志演義～新人物角色：

張角（Chōkaku）
字：？/真名：天和（Tenhō）
聲：遠野そよぎ/岡嶋妙
三姊妹中最大，天然系女孩，帶領著黃巾黨。
真·恋姫†無双 ～乙女繚乱☆三国志演義～新人物之一！
動畫版，由第二季《真·戀姫†無雙》開始登場。
張寶（Chōhō）
字：？/真名：地和（Chiihō）
聲：/梅原千尋
三姊妹中排第二。暴走煽動家，與姊姊相違的熱血女孩。
真·恋姫†無双 ～乙女繚乱☆三国志演義～新人物之一！
動畫版，由第二季《真·戀姫†無雙》開始登場，懂得操縱妖術。
張梁（Chōryō）
字：？/真名：人和（Renhō）
聲：/吉住梢
三姊妹中排第三，冰靜管帳者，姊妹們的財產全掌握在她手中。
真·恋姫†無双 ～乙女繚乱☆三国志演義～新人物之一！
動畫版，由第二季《真·戀姫†無雙》開始登場。

### 其他
貂蟬（Chōsen）
聲：夕凪咲巳/若本規夫
「漢女道」亞細亞(亞洲)地方繼承者，前作為了北鄉一刀的愛，和前繼承者卑彌呼的指導下朝再教育(再修行)的旅程。
動畫版中，于OVA1中登场。
公孫瓚（Kōsonsan）
字：伯珪（Hakukei）/真名：白蓮
聲：AYA（恋姫†無双(PC)）→（真・恋姫†無双(PC)）/河原木志穗
武器：:普通的劍
與劉備舊識，是劉備的學友。不過常常被劉備念錯真名念成“白白”；此外還是沒存在感的女生。
真名「白蓮」於遊戲《真·戀姫†無雙 ～乙女繚亂☆三國志演義～》才出現。
動畫版中，由《戀姬無雙》第一季開始登場，真名「白蓮」在第二季與劉備聚舊時道出。
左慈（Saji）
字：元放（Genpō）
聲：冰河流/綠川光
仙術師，與于吉為同門師兄弟。在前作遊戲，北鄉一刀的出現與他有關。
只在前作遊戲《戀姫†無雙 ～乙女繚亂☆三國志演義～》登場。
在遊戲《真·戀姫†無雙 ～乙女繚亂☆三國志演義》未出現過。
動畫版，與北鄉一刀同樣沒有登場。
于吉（Ukitsu）
聲：Jack Cloud/子安武人
妖術師，只在前作遊戲「戀姫†無雙 ～乙女繚亂☆三國志演義～》登場。
在遊戲《真·戀姫†無雙 ～乙女繚亂☆三國志演義～》未出現過。
動畫版，由第二季《真戀姫無雙》開始登場，第三季《真戀姫無雙～乙女大亂》亦有登場。
身份為妖術師，曾經給予張三姊妹，妖術書「太平要術」。最後在「黃巾之亂」之後奪回《太平要術》。
- 《真·恋姫†無双 ～乙女繚乱☆三国志演義～》新人物角色：

卑彌呼（Himiko）
聲：巌蝉秋/秋元羊介
「漢女道」亞細亞(亞洲)地方前任繼承者，行動、口氣充滿熱血男子漢的表現，並在次指導貂蟬修行。
遊戲《真·戀姫†無雙 ～乙女繚亂☆三國志演義～》正式出場。
動畫版中與貂蟬客串登場一回，但無台詞。
华佗（Kada）
聲：/   檜山修之
熱血醫術·五斗米道的最後之後繼者，與卑彌呼和貂蟬互相結識。
遊戲《真·戀姫†無雙 ～乙女繚亂☆三國志演義～》正式出場。
動畫版中，由第二季《真戀姫無雙》開始登場，第三季《真戀姫無雙～乙女大亂》亦有登場。
職業與遊戲同樣是醫師，身份是教團人士，奉命尋回妖術書《太平要術》。
- 《恋姫†英雄谭》新人物的角色：

皇甫嵩
字：义真/真名：楼杏
聲：
仕官于汉王朝的武人，借由黄巾之乱建立功勋而在宫中享有重名。既不是武斗派也不可说为是智将，而是能根据周围的氛围与状况择出最适合自己的道路、优于生存的女性。与刘备有一面之交。最近因为是单身而很寂寞。
卢植
字：子干/真名：风铃
聲：
原本在地方的寺子屋当年轻人们的教师，因黄巾之乱而被朝廷请为将军。虽不喜争斗与武力却因能善用自己的知识和战略而非常的善战。看见刘备的优点并给与对于未来迷茫的刘备建言，是蜀背后的功臣。
何进
字：遂高/真名：倾
聲：神代岬/淺川悠
与动画原创形象同为巨乳熟女，髮色与动画原创不同为赤褐色。
本来是镇上卖肉户，因被评为美人的异母妹被选入宫中而崛起，乘着黄巾之乱而成为了汉王朝的大将军。异母妹成为皇后后，掌握了宫中大部分的权力，性格是冷酷薄情、追求自己的快乐的类型。在性需求方面也很有贪欲，只要能获得性方面的快乐什么事都能干出来的超级色情大将军。
何太后
字：不明/真名：瑞姫
聲：
灵帝之妻，在背后一手操控权力的倾国美女。虽然有着温和又清纯的外表，却有着连她姐姐何进都大为惊叹的对于亲密关系的贪恋之心。虽然与灵帝的关系不坏，但两人却经常相互干涉对方。在遇到北乡一刀后逐渐展现出了另一面。
献帝·刘协
字：伯和/真名：白汤
聲：
汉王朝最后的皇帝。虽作为何进的傀儡，却也在拼命努力想要成为配得上大汉王朝皇帝身份的女孩子。
灵帝·刘宏
字：不明/真名：空丹
聲：
汉王朝现在的皇帝，已经将政务全部交给何进，每天深居后宫期待着赵忠制作的美食。
刘度
字：不明/真名：泪
聲：
零陵太守。虽然是个容易紧张又弱气的爱哭鬼，却也是个拼尽全力以治下百姓的发展与安全为愿望而努力的太守。因为非常胆小，只要有稍大的声响立马就会思考短路，脸上浮出害怕的表情。有着与幼小身体不符的巨乳。是个被曹操驱逐逃亡益州却被刘备击败俘虏的可怜孩子。
赵忠
字：不明/真名：黄
聲：
侍奉灵帝的被称为十常侍的集团中的二号人物。与灵帝的关系特别好，一直都待在她的身边，只要灵帝有需要，任何料理都能做出来的超厉害的厨师。对于政治完全不懂，因此被十常侍的其他成员背地里称为笨蛋。发誓对灵帝忠诚而戴着象征宦官的贞操带。气质是超级M，光是言语上的责备就能使她很快乐了。

## 動畫原創人物
陳琳（Chinrin）
字：孔璋/真名：？
聲：吉田仁美
只要是在比賽的相關場合都會作為司儀登場。也有在做幫人找工作的事宜。
由第一季《戀姫無雙》開始登場。
馬騰（Batō）
字：壽成
聲：岩崎征實
動畫:馬超的父親。
遊戲:馬超的母親。
第一季《戀姫無雙》登場。
在遊戲第一期中，只被說明被曹操殺害。
在動畫中則是因為喝酒騎馬不慎落馬而死。
遊戲第二期則是在曹操攻下涼州城池後服毒自殺。
孫靜（Sonsei）
字：幼台/真名：？
聲：山口由里子
孫策的阿姨。
由第一季《戀姫無雙》開始登場。
張昭（Chōshō）
字：子布
聲：中川謙二
孫吳文官眾的中心者。
由第一季《戀姫無雙》開始登場。
何進（Kashin）
字：遂高/真名：？
聲：折笠愛
漢朝的大將軍，銀髮的美女。
由第一季《戀姫無雙》開始登場。
張讓（Chōjō）
字：？/真名：？
聲：矢島晶子
十常侍之首。
由第三季《真·恋姫†無双 ～乙女大乱》開始登場。
张衡（Chōkō）
字：灵真/真名：？
五斗米道的现任教主，華陀的上司，只出现了名字。
人設是來自於東漢末五斗米教第二任教主張衡。
由第二季《真·恋姫†無双》華陀口述提到。
水鏡（Suikyō）
字：德操/真名：？
聲：麻上洋子
本名司馬徽。諸葛亮及鳳統的老師。
由第一季《戀姫無雙》開始登場。
兀突骨（Gotsutotsukotsu）
字：？/真名：？
聲：稻村優奈
蠻族少女，想要奪取魏延的性命。
由第三季《真·恋姫†無双 ～乙女大乱》開始登場。